# Hoefler Text
Pour les articles homonymes, voir Hoefler.
Hoefler Text est une police de caractères contemporaine de type humane avec empattement conçue par Hoefler & Co. pour Apple par Jonathan Hoefler comme une démonstration technologique des technologies avancées de polices. Hoefler Text a été conçue pour autoriser les plus hauts degrés de typographie tout en conservant une apparence de police classique.
Hoefler Text utilise Apple Advanced Typography et permet l’usage de ligatures automatiques, les s longs ou rond, de véritables petites capitales, des elzéviriens et des fioritures. Une police de caractères décorés est aussi disponible.
Hoefler Text est livrée avec Mac OS X depuis la version 10.3 (Panther). C’était la police utilisée pour le logo de Wikipédia jusqu’en 2010. Elle a été remplacée par Linux Libertine.